# High School Musical 3: Senior Year
High School Musical 3: Senior Year è il terzo capitolo della saga di High School Musical, film musicale del 2008 diretto da Kenny Ortega, nonché sequel di High School Musical 2 (2007). Il film è il primo seguito di un film tv a essere prodotto dalla Walt Disney Pictures ed è uscito nel circuito cinematografico statunitense il 24 ottobre, mentre in Italia il 31 ottobre.
Quest'ultimo seguito chiude la carriera liceale di Troy, Gabriella e di tutto il resto dei Wildcats. Durante le preparazione della festa di fine anno, metteranno su uno spettacolo musicale, il quale parlerà delle loro esperienze, paure e dubbi del loro futuro.
Nei primi tre giorni di debutto nei cinema statunitensi, High School Musical 3: Senior Year ha incassato 42 milioni di dollari nell'America Settentrionale e più di 40 milioni nell'oltreoceano, battendo il record così per il film musicale più visto nel fine settimana di debutto.
Il 7 novembre 2008, in alcuni cinema è uscita la versione High School Musical 3: Senior Year: Canta con Noi con i testi delle canzoni sullo schermo. L'iniziativa ha coinvolto anche due cinema italiani: uno di Milano e uno situato nella provincia di Roma. In tutto il mondo il film è stato visto da più di 180 milioni di telespettatori. Dopo il grande successo di High School Musical 3 Senior Year, nel 2011 esce lo spin-off di quest'ultimo Sharpay's Fabulous Adventure.

## Trama
Alla fine della partita di basket dei Wildcats contro i West High Knights Troy incita i suoi compagni ad una maggiore concentrazione (Now or Never). La squadra quindi vince il campionato e, per festeggiare l'evento, si celebra una festa a casa di Troy, dove, insieme a Gabriella parla delle loro esperienze, dei loro timori per il futuro e del loro presente che sperano entrambi non finisca mai (Right Here, Right Now). Nel frattempo Sharpay conosce Tiara Gold, una studentessa inglese che vorrebbe diventare sua assistente personale.
La signora Darbus, insegnante di recitazione, concepisce che sono pochi gli iscritti allo spettacolo di fine anno e Sharpay propone di mettere su uno spettacolo con protagonista assoluta proprio lei (I Want It All). Questo allarma Kelsi che scrittura, a loro insaputa, tutto il resto della sua classe. Così la Darbus annuncia ai ragazzi che prepareranno uno spettacolo riguardante i loro ultimi anni alla East High. In più, rivela che Sharpay, Ryan, Kelsi, e Troy sono stati tutti considerati per una borsa di studio alla Juilliard, ma che solo uno di loro verrà scelto dalla commissione. Sharpay si dispera e corre ai ripari, chiamando a sé Ryan, che persuade affinché scopra che canzone comporrà Kelsi per Troy e Gabriella per il musical.
Il giorno successivo, Gabriella e Troy si incontrano al nascondiglio segreto del primo film e lei insegna a lui il ballo del valzer (Can I Have This Dance), mentre Chad chiede a Taylor se vuole andare al ballo del diploma con lui. Inizialmente rifiuta, poiché pretende un invito al ballo fatto in un certo modo, così Chad le fa la proposta di fronte a tutta la scuola e Taylor accetta (A Night to Remember). Il gruppo comincia così le prove per il musical, una scena per il ballo e Ryan compone insieme a Kelsi un brano nella sala di musica, chiedendole, nella stessa occasione, di andare al ballo con lui (Just Wanna Be with You). Mentre Troy e Chad ripercorrono il loro passato (The Boys Are Back), Sharpay e Tiara scoprono che Gabriella ha la possibilità di frequentare il college prima del previsto. Così Sharpay convince Troy che è lui l'unico ostacolo che tiene Gabriella lontana dal college. Troy parla con Gabriella durante una cena in camera della ragazza e, dopo essersi salutati, Gabriella parte per il college la mattina dopo (Walk Away).
Il padre di Troy, Jack, parla con suo figlio riguardo al suo futuro. Ma Troy si arrabbia e, confuso, sfoga la sua rabbia nei corridoi della East High finché da voce al suo grido di liberazione sul palcoscenico della scuola (Scream). La signora Darbus è proprio lì e assiste al tutto; decide quindi di rivelare a Troy che è stata proprio lei ad inserire il suo nome tra i ragazzi per la borsa di studio alla Juilliard. Come se non bastasse Gabriella dice a Troy che non tornerà per il ballo di fine anno né per la consegna del diploma, ma gli giura che lo amerà per sempre. La sera del ballo, Troy raggiunge Gabriella all'Università di Stanford e i due ballano insieme (Can I Have This Dance (ripresa)).
Tornando invece alla East High, Jimmie riceve un messaggio da Troy che dice di sostituirlo durante lo spettacolo poiché ritarderà ad arrivare. I rappresentanti della Julliard sono lì tra gli spettatori e lo spettacolo sembra andar bene. Dopo il debutto di Chad, Jason, Zeke, e Martha sul palco, Jimmie canta con Sharpay, ricevendo una inaspettata standing ovation. Troy e Gabriella tornano in tempo per cantare la seconda parte e si esibiscono sulle note del loro duetto. Nei camerini, nel frattempo, Tiara indossa un vestito di Sharpay e con arroganza tradisce la sua fiducia dicendole che il prossimo anno, con Sharpay fuori dai giochi, sarà lei la presidentessa del Drama Club. Sharpay capisce così come ci si sente ad essere umiliati, ma decide comunque di andare in scena senza scoraggiarsi. Mentre Tiara si sta esibendo, Sharpay si intrufola nella sua scena e canta insieme a lei.
Durante il finale la Darbus rivela che sia Kelsi sia Ryan hanno vinto la borsa di studio della Juilliard. Troy decide di andare all'Università della California, Berkeley, dove potrà giocare a basket, studiare recitazione e stare vicino a Gabriella, e Sharpay decide di andare all'università di Albuquerque per continuare ad aiutare la Darbus nel Drama Club, prendendosi così la rivincita su Tiara. Dopo la dichiarazione di Troy, Chad se ne va dal palco e corre in palestra, ma Troy gli promette che comunque andranno le cose, saranno sempre amici.
Infine Troy fa un discorso durante la cerimonia del diploma a tutta la sua classe. Lanciando i cappelli in aria, i diplomati formano il loro stemma dei Wildcats e ballano e cantano (High School Musical).

## Personaggi
- Zac Efron: Troy Bolton
- Vanessa Hudgens: Gabriella Montez
- Ashley Tisdale: Sharpay Evans
- Corbin Bleu: Chad Danforth
- Lucas Grabeel: Ryan Evans
- Monique Coleman: Taylor McKessie
- Olesya Rulin: Kelsi Nielsen
- Kaycee Stroh: Martha Cox
- Ryne Sanborn: Jason Cross
- Chris Warren Jr.: Zeke Baylor
- Matt Prokop: Jimmie Zara
- Jemma McKenzie-Brown: Tiara Gold
- Justin Martin: Donny Dion
- Alyson Reed: Signora Darbus
- Bart Johnson: Coach Jack Bolton
- Leslie Wing Pomeroy: Lucille Bolton
- Socorro Herrera: Signora Montez
- David Reivers: Signor Danforth
- Robert Curtis Brown: Signor Evans
- Jessica Tuck: Signora Evans

## Produzione
La Walt Disney Pictures annunciò la messa in cantiere del terzo film di High School Musical durante febbraio 2007, il film ricevette il titolo provvisorio di "Haunted High School Musical". Nel settembre dello stesso anno, venne rivelata la trama ufficiale del film, inoltre venne assunto lo sceneggiatore Peter Barsocchini per sviluppare lo scritturato.
Nello stesso periodo, il protagonista dei primi due film, Zac Efron, rilasciò un'intervista alla rivista People:
Secondo quanto riportato dal Chicago Tribune, l'attore Zac Efron ha ricevuto un salario di 3.000.000 $ per un suo coinvolgimento nel film e la seconda più retribuita è stata l'attrice e cantante Ashley Tisdale con ben 2,800,000 dollari. Il 17 ottobre 2007, nella rivista Ok! Magazine venne pubblicato un articolo, secondo il quale, le attrici Adrienne Bailon e Sabrina Bryan furono in lista per sostituire Vanessa Hudgens in HSM3.
Successivamente, l'Access Hollywood dichiarò che Vanessa Hudgens non sarebbe stata tagliata fuori dal film. Il film è entrato in fase di pre-produzione nel gennaio 2008, durante questo periodo vennero assunti gli interpreti principali. Il film è entrato in fase di lavorazione il 21 aprile 2008, data in cui il film venne girato a Salt Lake City (Utah), le riprese sono cessate il 13 giugno 2008.
Alcuni interni del film vennero nuovamente filmati all'East High School, infatti alcuni dirigenti scolastici hanno dichiarato di avere avuto un incontro con degli interlocutori della Walt Disney Pictures.

## Colonna sonora
| Canzone                                     | Voci principali                                                           | Voci aggiunte                                   | Luogo                                                          |
| ------------------------------------------- | ------------------------------------------------------------------------- | ----------------------------------------------- | -------------------------------------------------------------- |
| Now or Never                                | Troy, Chad e Martha                                                       | Gabriella e i Wildcats                          | Palestra della East High School                                |
| Right Here, Right Now                       | Troy e Gabriella                                                          |                                                 | La casa sull'albero di Troy                                    |
| I Want It All                               | Sharpay e Ryan                                                            | Compagni                                        | Mensa della East High School                                   |
| Can I Have This Dance                       | Troy e Gabriella                                                          |                                                 | Tettoia della East High School                                 |
| A Night to Remember                         | Troy, Gabriella, Sharpay, Ryan, Chad, Taylor, Kelsi, Zeke, Jason e Martha | Compagni                                        | Auditorium della East High School                              |
| Just Wanna Be with You                      | Ryan, Kelsi, Troy e Gabriella                                             |                                                 | Sala di Musica e Auditorium della East High School             |
| The Boys Are Back                           | Troy e Chad                                                               |                                                 | Sfascia-carrozze di Riley                                      |
| Walk Away                                   | Gabriella                                                                 |                                                 | Casa di Gabriella, Università di Standford                     |
| Scream                                      | Troy                                                                      |                                                 | Corridoi, palestra e auditorium della East High School         |
| Can I Have This Dance (ripresa)             | Troy e Gabriella                                                          | Compagni                                        | Università di Standford e palestra della East High School      |
| Last Chance (ballata)                       | Ryan e Kelsi                                                              |                                                 | Auditorium della East High School (Senior Year Spring Musical) |
| Now or Never (ripresa)                      | Chad, Zeke e Jason                                                        | Martha e i Wildcats                             | Auditorium della East High School (Senior Year Spring Musical) |
| I Want It All (ripresa)                     | Ryan                                                                      | Compagni                                        | Auditorium della East High School (Senior Year Spring Musical) |
| Just Wanna Be with You (ripresa)            | Sharpay, Jimmie, Troy e Gabriella                                         | Ryan, Chad, Taylor, Kelsi, Zeke, Jason e Martha | Auditorium della East High School (Senior Year Spring Musical) |
| A Night to Remember (ripresa)               | Tiara e Sharpay                                                           | Compagni                                        | Auditorium della East High School (Senior Year Spring Musical) |
| We're All in This Together (Graduation Mix) | Coro dei Wildcats                                                         |                                                 | Auditorium della East High School, giardini della cerimonia    |
| High School Musical                         | Troy, Gabriella, Sharpay, Ryan, Chad e Taylor                             | Kelsi, Zeke, Jason, Martha e Company            | Giardini della cerimonia e palco della East High School        |
| Just Getting Started                        | Stan Carrizosa                                                            | Cori della Get in the Picture                   | Titoli di coda                                                 |
| Grido                                       | Jacopo Sarno                                                              |                                                 | Titoli di coda                                                 |

## Promozione

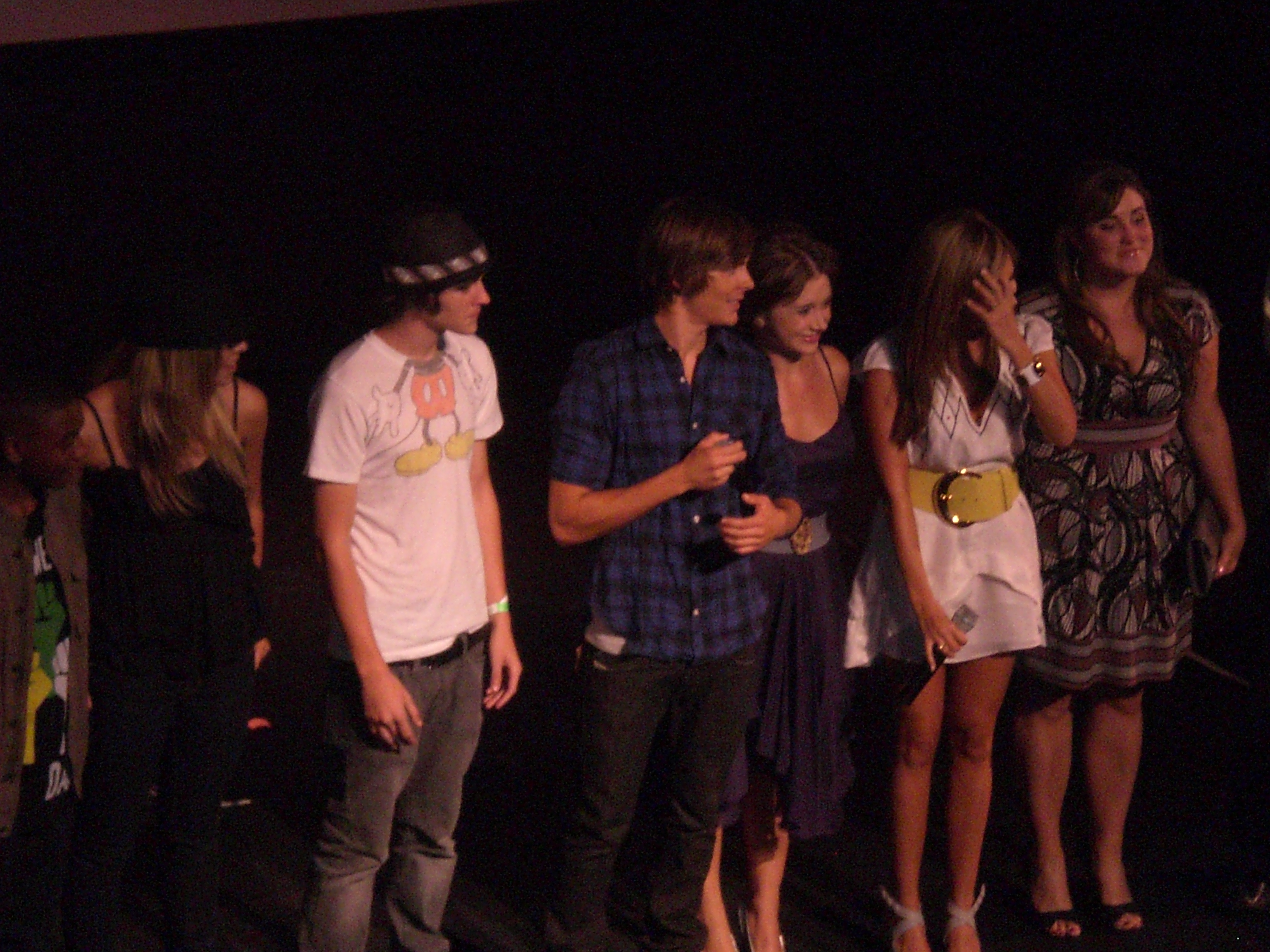
Alcuni degli attori protagonisti del film presentano la pellicola durante il tour mondiale.

In occasione dell'uscita internazionale di High School Musical 3: Senior Year, parte del cast ha preso parte ad un tour di promozione che ha interessato da fine settembre America, Europa, Asia e Australia. Il film è stato anche presentato in anteprima in Italia da due attori del film, Ashley Tisdale e Corbin Bleu, e dal regista Kenny Ortega (i due attori principali Zac Efron e Vanessa Hudgens non presero parte all'evento poiché impegnati nella promozione del film in Messico) durante la terza edizione del Festival Internazionale del Film di Roma nella capitale italiana. Dopo è partito anche un piccolo tour che ha toccato tutta l'America e l'America Latina.

## Edizione home video
Il film è uscito in DVD negli USA il 24 febbraio 2009, mentre in Italia il 4 marzo 2009. 

## Accoglienza

### Incassi
Il film si è piazzato subito al numero 1 in patria con un fine settimana di apertura di 42,030,184 di dollari da 5900 schermi in quasi 3623 cinema, per un totale di 11,601 dollari per cinema e 7,124 dollari per schermo, spezzando così il record di "film musicale più visto al suo debutto cinematografico". Anche all'estero il film è andato bene, con una apertura di 40,000,000. Fino al 7 novembre 2008, High School Musical 3: Senior Year ha incassato 68.9 milioni di dollari in patria e 92.9 milioni di dollari in altri territori per un totale di 253.8 milioni di dollari in tutto il mondo.
In Italia il film, uscito una settimana dopo gli Stati Uniti, nel primo weekend di programmazione ha realizzato un sonoro 4.080.077 euro nel weekend, con l'impressionante media per sala di 8.276 euro.

### Critiche
A partire dal 24 ottobre 2008, High School Musical 3: Senior Year ha avuto una buona percentuale di gradimento del 67% da Rotten Tomatoes ed è stato accettato dalla critica abbastanza positivamente. The Telegraph ha lodato i cambi sul numero di budget per una uscita cinematografica: "High School Musical 3 alza il budget per rendere su schermo tutte le sue potenzialità. La sequenza del film con la partita di basket ha delle inquadrature impressionanti e un finale mozzafiato".
Stephen Farber, del Reuters UK, ha invece detto del film "stupirà, ma non fino in fondo, i fan", poiché la storia "non è profonda come le altre" e che "le immagini su schermo sono diminuite di qualità", mentre Alonso Duralde della MSNBC descrive il film come "un intrattenimento alla Frankenstein, con componenti troppo ripetitivi e già visti nei primi due film."

## Riconoscimenti
- MTV Movie Awards 2009
  - Migliore performance maschile (Zac Efron)
  - Miglior performance rivelazione femminile (Ashley Tisdale)

## Seguiti
A marzo 2016 la casa di produzione Disney Channel ha confermato la produzione di una nuova serie di film High School Musical.
Nell'agosto 2017 Disney Channel annunciò il lancio di una nuova piattaforma streaming e con essa la produzione di una nuova serie tv basata sulle vicende di nuovi studenti della East High.